# ألبا بابتيستا
ألبا بابتيستا (بالبرتغالية: Alba Baptista‏) (مواليد 10 يوليو 1997)، ممثلة برتغالية. بدأت مسيرتها المهنية في البرتغال عام (2014 - 2015) بمسلسل الحدائق المحرمة، بعد ذلك أدت بطولة العديد من المسلسلات البرتغالية مثل مسلسل إمبوستورا و Filha da Lei و A Criação، و جوغو دوبلو.
وفي عام 2020 مثلت أول دور لها باللغة الإنجليزية بعد انضمامها إلى سلسلة المحارب نون على نتفلكس.

## حياتها المهنية
بدأت ألبا مسيرتها الفنية مبكرًا وهي بسن 16 عامًا، أدت أول دور رئيسي لها في مسلسل Simão Cayatte's Miami، وحصل ادائها على جائزة أفضل ممثلة في مهرجان Ibérico de Ciné، ولها تجارب سنمائية عديدة منها Caminhos Magnétykos من تأليف Edgar Pêra.
وشاركت مؤخرًا كلاً من: هارفي كيتل، وسونيا براغا، وجوانا ريبيرو في الفيلم الروائي (فاطمة) وهو من إخراج ماركو بونتيكورفو.
وأحدث أعمالها كان دورها في فيلم باتريك، والذي شارك في منافسات مهرجان سان سيباستيان السينمائي الدولي، ومؤخرًا أكملت ألبا تصوير دورها في مسلسل المحارب نون على نتفلكس، والذي صدر في 2 يوليو 2020. 

## أعمالها

### أفلام
| عام  | عنوان                | وظيفة              | ملاحظات   |
| ---- | -------------------- | ------------------ | --------- |
| 2012 | Amanhã é um Novo Dia |                    | فيلم قصير |
| 2014 | ميامي                | راكيل              | فيلم قصير |
| 2018 | Flutuar              |                    | فيلم قصير |
| 2018 | ليفيانو              | Carolina Paixão    |           |
| 2018 | Equinócio            |                    | فيلم قصير |
| 2018 | Linhas de Sangue     | إلسا شنايدر        |           |
| 2018 | Caminhos Magnétykos  | كاتارينا           |           |
| 2018 | مهرجان الصيف         | لورا               | فيلم قصير |
| 2018 | نيرو                 | كلارا              | فيلم قصير |
| 2019 | تخيل Proibidas       | كاتارينا           |           |
| 2019 | باتريك               | مارتا              |           |
| 2020 | فاطمة                | السيدة. ابنة لوبيز |           |

### التلفزيون
| عام           | عنوان             | وظيفة          | ملاحظات   |
| ------------- | ----------------- | -------------- | --------- |
| 2014-2015     | جاردينز برويبيدوس | Inês Correia   | دور أساسي |
| 2016-2017     | إمبوستورا         | بياتريس فاريلا | دور أساسي |
| 2017          | Filha da Lei      | سارا           | دور أساسي |
| 2017          | مادري بولا        | آنا            | دور متكرر |
| 2017          | A Criação         | راتينها        | دور أساسي |
| 2017          | سيم ، شيف!        | سونيا          | 1 حلقة    |
| 2018          | باييس إيرماو      | Mulher Divinal | 1 حلقة    |
| 2017-2018     | جوغو دوبلو        | ليونور نيفيس   | دور أساسي |
| 2020 حتى الآن | المحارب نون       | افا سيلفا      | دور أساسي |

## روابط خارجية
- ألبا بابتيستا على موقع IMDb (الإنجليزية)
- ألبا بابتيستا على موقع ميتاكريتيك (الإنجليزية)
- ألبا بابتيستا على موقع روتن توميتوز (الإنجليزية)
- ألبا بابتيستا على موقع ألو سيني (الفرنسية)
- ألبا بابتيستا على موقع قاعدة بيانات الفيلم (الإنجليزية)

- موهبة الترجمة
- ألبا بابتيستا في قاعدة بيانات الأفلام على الإنترنت